# Berkleasmium crunisia
Berkleasmium crunisia är en svampart som beskrevs av Pinnoi 2007. Berkleasmium crunisia ingår i släktet Berkleasmium, ordningen Pleosporales, klassen Dothideomycetes, divisionen sporsäcksvampar och riket svampar.   Inga underarter finns listade i Catalogue of Life.